# Podplanina
Podplanina – wieś w Słowenii, w gminie Loški Potok. W 2018 roku liczyła 24 mieszkańców.